# Ulvophyceae
Ulvophyceae, razred zelenih alga koji je ime dobio po porodici Ulvaceae i rodu Ulva ili morskoj salati. Prema Anti Žuljeviću, doktoru nauka sa splitskog Instituta za oceanografiju i ribarstvo, morska salata može narasti od jednog centimetra do nekoliko metara duljine.
Neke vrste morskih salata mogu se dobiti vrlo korisni spojevi za prehrambenu, kozmetičku i farmaceutsku industriju, te su predmet mnogih istraživanja, jer postoji velik interes za uzgoj u istočnim zemljama, naročito u Kini.
Razredu pripada najmanje deset redova od kojih samo u rodu ulva stotinjak vrsta

## Redovi
1. Bryopsidales J.H.Schaffner[2]
2. Chlorocystidales Kornmann & Sahling[2]
3. Cladophorales Haeckel[2]
4. Dasycladales Pascher[2]
5. Ignatiales Leliaert & Škaloud[2]
6. Oltmannsiellopsidales T.Nakayama, Shin Watanabe & I.Inouye[2]
7. Scotinosphaerales Skaloud, Kalina, Nemjová, De Clerck & Leliaert[2]
8. Trentepohliales Chadefaud ex R.H.Thompson & D.E.Wujek[2]
9. Ulotrichales Borzì[2]
10. Ulvales Blackman & Tansley[2]
11. Ulvophyceae incertae sedis[2]